# Ан Хатауей
Ан Джаклин Хатауей (на английски: Anne Jacqueline Hathaway) е американска актриса. Носителка е на наградата „Оскар“, Наградата на БАФТА, Награда „Златен глобус“ и Награда „Еми в праймтайм“. През 2009 г. се появява в списъка на сп. „Форбс“ на 100-те най-добре платени известни личности, а през 2015 г. е сред най-добре платените актриси в света.
Като тийнейджърка играе в телевизионния сериал Get Real (1999 – 2000) и прави своя пробив с главната роля в комедията на Дисни „Дневниците на принцесата“ (2001). След участието си в поредица от семейни филми, включително „Приказка за Ела“ (2004), Хатауей прави преход към роли за възрастни с драмата от 2005 г. „Планината Броукбек“. Комедийната драма „Дяволът носи Прада“ (2006), в която играе асистентка на редакторка на модно списание, е най-големият ѝ комерсиален успех до момента. Тя играе лекуваща се наркоманка в драмата „Рейчъл се омъжва“ (2008), която ѝ носи номинация за „„Оскар“ за най-добра женска роля. Участва в няколко комерсиално успешни филма, включително комедията „Умирай умно“ (2008), романтичните филми „Булчински войни“ (2009), „Денят на влюбените“ (2010) и „Любовта е опиат“ (2010), и фентъзи филма „Алиса в страната на чудесата“ (2010). През 2012 г. играе ролята на Жената-котка в най-касовия си филм „Черният рицар: Възраждане“ и играе Фантин – проститутка, умираща от туберкулоза, в мюзикъла „Клетниците“, спечелвайки „Оскар“ за най-добра поддържаща актриса. След това играе учена в научнофантастичния филм „Интерстелар“ (2014), собственичка на моден уебсайт в комедията „Обратно в играта“ (2015), надменна актриса в „Бандитките на Оушън“ (2018), измамница в комедията „Мошенички от класа“ (2019) и Ребека Нойман в минисериала WeCrashed (2022).
Хатауей печели Награда „Еми“ за гласовата си роля в анимационния ситком „Семейство Симпсън", пее в саундтраци, появява се на сцената и е водеща на събития. Тя подкрепя няколко благотворителни каузи. Тя е член на борда на Театрална мрежа „Лолипоп“ – организация, която предлага филми на деца в болници, и се застъпва за равенство между половете като посланик на добра воля на ООН за жените.
Играта на Хатауей е сравнявана с тази на Джуди Гарланд и Одри Хепбърн, която е любимата ѝ актриса.

## Биография

### Ранен живот
Ан Жаклин „Ани“ Хатауей е родена на 12 ноември 1982 г. в квартал „Бруклин“ в Ню Йорк. Баща ѝ Джералд е адвокат по трудово правоотношение, а майка ѝ Кейт Макколи е бивша актриса, чийто баща Джо е радио личността на комерсиалната радио станция WIP (AM) Филаделфия. Има по-голям брат Майкъл и по-малък брат Томас. Когато е на шест години, семейството ѝ се премества в Милбърн, Ню Джърси, където е отгледана.
На осемгодишна възраст, когато Хатауей гледа как майка ѝ участва в първото национално турне на мюзикъла „Клетниците“ като Фантин, тя моментално се увлича по сцената, но родителите ѝ не желаят тя да преследва актьорска кариера. След това майка ѝ се отказва от актьорството, за да отглежда Хатауей и нейните братя.
Хатауей е възпитана като римокатоличка и като малка иска да стане монахиня, но актьорството винаги е висок приоритет за нея. Отношенията ѝ с Католическата църква се променят на петнадесет години, след като научава, че по-големият ѝ брат е гей. Семейството ѝ напуска църквата, присъединявайки се към Епископалната църква поради приемането на хомосексуализма, но в крайна сметка те напускат и нея. През 2009 г. Хатауей описва религиозните си убеждения като „работа в процес на развитие“.
Хатауей учи в Монтесори училището „Бруклин Хайтс“ и в началното училище „Уайоминг“ в Милбърн. Завършва гимназията в Милбърн, където играе футбол и участва в много пиеси, включително в музикалната комедия „Имало едно време един матрак“ в ролята на Уинифред. По-късно се появява в пиесите „Джейн Еър“ и „Джиджи“ в Пейпър Мил Плейхаус в Ню Джърси. Следва в Американската академия за драматични изкуства през 1993 г. и става първият тийнейджър, приет в актьорската програма на Театрална компания „Група Бароу“. Прекарва няколко семестъра в изучаване на специалност „Английски и политология“ в Колеж „Васар“ в град Пъкипси, Ню Йорк, преди да се прехвърли в Школата за индивидуално обучение „Галатин“ на Нюйоркския университет.
Между 1998 и 1999 г. пее сопран с Хор „All-Eastern US High School Honors“ в Карнеги Хол и в пиеси в Подготвително училище „Ситон Хол“ в Западен Ориндж, Ню Джърси.

## Кариера

### 1999 – 2004 г.: Ранни роли и пробив
В началото на нейната филмова кариера стилът и външният вид на Хатауей са оприличавани на тези на Джуди Гарланд, която тя споменава като една от любимите си актриси, и на Одри Хепбърн. През 1999 г. е избрана за ролята на тийнейджърката Меган Грийн в краткотрайния телевизионен сериал на Фокс Get Real, в който играе заедно с Джон Тени, Дебра Фарентино и Джеси Айзенбърг. Въпреки ранния си успех Хатауей страда от депресия и тревожност като тийнейджърка. През 2008 г. обаче тя казва, че оттогава го е преодоляла.
Тя пропуска първия си семестър в колежа за снимките на своя кинематографичен дебют – комедията на Дисни „Дневниците на принцесата“ (2001). Базиран на едноименния роман на Мег Кабът, първият филм проследява тийнейджърката Мия Термополис (Хатауей), която открива, че е наследница на трона на измисленото Кралство Дженовия. Филмът се превръща в голям комерсиален успех, като печели 165 млн. долара по целия свят. Много критици хвалят изпълнението ѝ. Тя печели Филмовата награда на Ем Ти Ви за номинация за най-добро пробивно женско изпълнение за ролята. Актрисата участва с Кристофър Горам в приключенската драма „Другата страна на рая“ на Мич Дейвис. Вдъхновен от мемоарите на Джон Гробърг In the Eye of the Storm, филмът печели предимно отрицателни отзиви.
През февруари 2002 г. Хатауей участва в City Center Encores! – концертна продукция на мюзикъла „Карнавал!“ в нейния сценичен дебют в Ню Йорк; тя е избрана за ролята на Лили – оптимистично сираче, което се влюбва във фокусник. Преди да репетира с пълния състав, Хатауей тренира две седмици с вокален треньор. Тя запомня почти всичките си реплики и песни при първото четене. Критиците като цяло я хвалят за това, че се справя с добре известни актьори и я обявяват за нова звезда. Тя печели Награда „Кларънс Деруент“ за най-обещаваща жена. По-късно Хатауей озвучваа изданието на аудиокнигата на първите три книги от романите „Дневниците на принцесата“.
Хатауей играе ролите на принцеси и се появява в семейно ориентирани филми през следващите три години, като впоследствие става известна в масовите медии като модел за подражание от деца. След като озвучава Хару Йошиока за английската версия на „Завръщането на котката“ (2002), тя участва в комедийната драма на Дъглас Макграт „Никълъс Никълби“ (2002), която получава положителни отзиви. Въпреки това филмът се проваля в боксофиса в Северна Америка. Фентъзи романтичната комедия „Приказка за Ела“ (2004), в която Хатауей играе титулярната героиня, също се представя слабо в боксофиса. Филмът получава предимно смесени отзиви. Хатауей пее три песни от саундтрака на филма, включително дует с певеца Джеси Маккартни.
През август 2004 г. излиза „Дневниците на принцесата 2: Кралски годеж“ (2004). Филмът получава отрицателни отзиви, но печели 95,1 млн. долара спрямо бюджет от 40 млн.

### 2005 – 2008 г.: Преход към роли на възрастни и признание на критиката
Хатауей започва да поема роли на възрастни в опит да избегне свързването ѝ с определени роли. След като заменя Тара Стронг за гласовата роля на Червената шапчица в Hoodwinked! (2005), тя участва в драмата Havoc (2005) като разглезена социалистка, появяваща се гола в някои от сцените. Филмът не е пуснат по кината в Съединените щати поради неблагоприятен прием от критиката.
Хатауей играе заедно с Хийт Леджър и Джейк Джилънхол в драмата на Анг Лий „Планината Броукбек“ (2005). Филмът описва емоционалната и сексуална връзка между двама мъже, женени за жени – Енис (Леджър) и Джак (Джилънхол). Хатауей играе ролята на съпругата на Джак, Лурийн. Филмът получава одобрение от критиката и няколко номинации за „Оскар“.
Комедийната драма „Дяволът носи Прада“ (2006), базирана на едноименния роман на Лорън Уайзбъргър, представя Хатауей като завършила колеж, която става съасистентка на влиятелната редакторка на модно списание Миранда Пристли (в ролята Мерил Стрийп). В подготовката си тя се включва доброволно за няколко седмици като асистентка в аукционна къща. Освен това тя и колежката ѝ Емили Блънт се подлагат на строг режим за отслабване. Филмът получава положителни отзиви и е нейният най-гледан филм момента, със световни приходи от над 326,5 млн. долара.
Единственият ѝ филм през 2007 г. е биографичната романтична драма „Да бъдеш Джейн Остин“ в ролята на английската писателка Джейн Остин. Почитателка на Остин от 14-годишна възраст, Хатауей се подготвя за ролята, като препрочита нейните книги и прави исторически изследвания, като например преглеждане на нейните писма; тя също научава жестомимичния език, калиграфия, танцова хореография и пиано. Тя се премества в Англия месец преди снимките, за да подобри английския си акцент. За филма получава Британска награда за независимо кино като най-добра актриса, въпреки че някои критици се фокусират негативно върху нейния акцент и представяне.
През октомври 2008 г. Хатауей води епизод от късновечерната скеч комедия на Ен Би Си Saturday Night Live. Тя също участва във филмовата адаптация на Питър Сегал по телевизионния сериал на Мел Брукс „Умирай умно“, в който играе Агент 99. Наричайки ролята „сбъдната детска мечта",в подготовката си актрисата изучава бойни изкуства и танцови техники. Филмът, в центъра на който е анализатор, който мечтае да стане истински полеви агент и по-добър шпионин, е финансов успех. Същата година излизат и драмата „Рейчъл се омъжва“ и мистериозният трилър „Пасажери“ (критичен и търговски провал). В „Рейчъл се омъжва“ на Джонатан Деми тя играе ролята на млада жена, която след като е освободена от рехабилитационен център за наркомани, се завръща у дома за сватбата на сестра си. Изпълнението ѝ е оценено от критиката. Тя е номинирана за „Оскар“ и за „Златен глобус“ за най-добра актриса.

### 2009 – 2011 г.: Романтични комедии и водеща на събития
Хатауей участва в „Булчински войни“ (2009) – романтичната комедия, в която тя и Кейт Хъдсън играят две най-добри приятелки, които стават съпернички, след като сватбите им са насрочени в един и същи ден. Филмът е критичен провал и през 2010 г. сп. „Тайм“ го определя сред десетте най-лоши женски филми в историята. Въпреки това филмът е успешен във финансово отношение и печели на Хатауей Филмовата награда на Ем Ти Ви за най-добра женска роля. През 2009 г. тя играе героинята Виола в продукцията на „Дванайсета нощ“ в Театър „Делакорт“ в Ню Йорк. За превъплъщението си в ролята е номинирана за Наградата „Драма Деск“ за най-добра актриса в пиеса. През 2010 г. тя също така печели Награда „Еми“ за най-добро изпълнение на глас зад кадър за озвучаването ѝ за епизода „Имало едно време в Спрингфийлд“ на „Семейство Симпсън“. Хатауей озвучава различни герои в „Семейният тип“ през 2010 г. и 2011 г.
През 2010 г. Хатауей се появява като рецепционистка, която се среща с чиновник (изигран от Тофър Грейс) в романтичната комедия „Денят на влюбените“, режисирана от Гари Маршал. Филмът има комерсиален успех, събирайки повече от 215 млн. долара по целия свят срещу бюджет от 52 млн. долара. Хатауей играе Бялата кралица в адаптацията на Тим Бъртън от 2010 г. на фентъзи романите „Алиса в страната на чудесата“ и „Алиса в Огледалния свят“, заедно с Хелена Бонам Картър и Джони Деп. Хатауей описва своята интерпретация на Бялата кралица като „пънк рок веган пацифистка, черпейки вдъхновение от Деби Хари и произведенията на американския минималист Дан Флавин. „Алиса в страната на чудесата“ получава смесени отзиви от критиците, които хвалят визуалните ефекти на филма, но критикуват липсата на съгласуваност на разказа. В търговската мрежа той печели 1 млрд. долара, за да се превърне във втория най-касов филм за 2010 г.
Хатауей се събира отново с Джейк Джиленхал като художник със свободен дух с болестта на Паркинсон в еротичната романтична комедийна драма на Едуард Зуик „Любовта е опиат“, базирана на нехудожествената книга Hard Sell: The Evolution of a Viagra Salesman от Джейми Райди. За ролята тя прекарва известно време с пациент с Паркинсонова болест, за да проучи болестта, а в подготовката си за голите сцени гледа филми на Кейт Уинслет и Пенелопе Крус, които, според Хатауей, са се разголили с чувственост и достойнство. Критиците като цяло хвалят романса за възрастни на филма, но не са ентусиазирани от елементите на сюжета. Изпълнението на Хатауей ѝ носи Награда „Сателит“ и номинацията за наградата „Златен глобус“ за най-добра актриса в комедия или мюзикъл. Заедно с актьора Дензъл Уошингтън Хатауей е водеща на концерта за Нобеловата награда за мир в Осло, Норвегия, през декември 2010 г. Два месеца по-късно тя и Джеймс Франко са водещи на 83-тата церемония по връчване на наградите „Оскар“. Критиците не са ентусиазирани относно тяхната химия, но смятат, че Хатауей дава най-доброто от себе си и се справя по-добре от Франко, който според тях изглежда незаинтересован.
През 2011 г. Хатауей озвучава Джуъл – женска ара от Рио де Жанейро, в анимационния филм „Рио“ на Туентиът Сенчъри Студиос и Блу Скай Студиос. Той получава като цяло положителни отзиви от филмови критици, които хвалят визуалните ефекти, гласовата игра и музиката. Търговски успех, той печели повече от 484 млн. долара по целия свят срещу бюджет от 90 млн. По-късно Хатауей играе заедно с Джим Стърджис във „Винаги в същия ден“ на Лоун Шерфиг, базиран на едноименния роман на Дейвид Никълс. Филмът разказва историята на двама млади хора, които се срещат всяка година в продължение на двадесет години, след като са споделили платонична връзка за една нощ заедно. Йоркширският акцент на актрисата във филма е смятан за неуспешен. Самият филм получава контрастни отзиви от критиците, но постига умерен успех в боксофиса.

### 2012 – 2014 г.: „Клетниците“ и филми на Кристофър Нолан
През 2012 г. записът на аудиокнига на Хатауей на романа на Лиман Франк Баум от 1900 г. „Вълшебникът от Оз“ е пуснат в Audible.com и ѝ носи номинацията за наградата Audie за най-добър соло разказ: жени. След това тя играе хитрата, морално двусмислена Жена-котка в „Черният рицар: Възраждане“ – последната част от трилогията „Черният рицар“ на Кристофър Нолан. Тя описва ролята като най-натоварващата физически задача до този момент, тъй като трябва да удвои усилията си във фитнеса, за да се справи с изискванията на ролята. Тя тренира обстойно бойни изкуства и се обръща към Хеди Ламар в развитието на представянето си като Жената-котка. Филмът е критично успешен и печели повече от 1 млрд. долара по целия свят, превръщайки се в третия най-касов филм за 2012 г. Тя печели наградата „Сатурн“ за най-добра поддържаща женска роля.
Хатауей играе Фантин – проститутка, умираща от туберкулоза, във филма „Клетниците“ на Том Хупър – адаптация на едноименния сценичен мюзикъл. В подготовката си за ролята Хатауей приема по-малко от 500 калории на ден, за да свали 11 kg, изследва проституцията и подстригва косата си. Тя печели „Оскар“, „Златен глобус“, Наградата на Гилдията на актьорите и Награда БАФТА за най-добра поддържаща женска роля. През януари 2013 г. изпълнението ѝ на "I Dreamed a Dream" достига номер 69 в Билборд Хот 100.
След като се появява за кратко в романтичната комедия Don Jon (2013), Хатауей участва и копродуцира (със съпруга си и други лица) филма „Първа песен“. В драматичния филм тя играе студентка по антропология, която се завръща у дома, за да види ранения си брат Хенри (изигран от Бен Розенфийлд), и скоро започва романтична връзка с любимия му музикант Джеймс Форестър (изигран от Джони Флин). Актрисата казва, че причината, поради която е решила да продуцира филма, е заради описанието на лечебната сила на музиката и втория шанс. За саундтрака на филма тя пее в песента "Afraid of Heights". Премиерата на филма е в американския драматичен конкурс на 30-ия кинофестивал „Сънданс“ през януари 2014 г. и е пусната по кината през следващата година със смесени отзиви от критиците. В търговската мрежа филмът не успява да възстанови своите 6 млн. долара инвестиции.
Хатауей повтаря ролята си на Джуъл в анимационния филм „Рио 2“ – нейният трети филм с Джейми Фокс, който е пуснат през 2014 г. Той печели почти пет пъти повече от своите 103 млн. долара бюджет. Единственият ѝ филм на живо през 2014 г. е епичният научнофантастичен филм на Кристофър Нолан „Интерстелар“. Разположен в дистопично бъдеще, в което човечеството се бори да оцелее, той проследява екипаж от астронавти, които пътуват през червеева дупка в търсене на нов дом за човечеството. Хатауей е привлечена от ролята на учената от [[Н
НАСА]] Амелия Бранд поради израстването на героинята от арогантен в по-смирен човек. С бюджет от 165 млн. долара, нашумялата продукция с участието на Матю Макконъхи е заснета предимно с IMAX камери. Хатауей едва не получава хипотермия, докато снима водна сцена в Исландия, тъй като сухият костюм, който носи, не е добре закрепен. Филмът печели над 701 млн. долара по целия свят и печели на Хатауей номинация за наградата „Сатурн“ за най-добра актриса.

### 2015 – 2021 г.: Комедийни роли и колебания в кариерата
Хатауей започна 2015 г. с участие в първия сезон на музикалното риалити шоу Lip Sync Battle. В епизода тя се състезава срещу колежката си от „Дяволът носи Прада“ Емили Блънт. Тя синхронизира с устни Love на Мери Джей Блайдж и Wrecking Ball на Майли Сайръс. „Обратно в играта“ на Нанси Майърс е единственият филм на Хатауей за 2015 г. Разказва историята на Бен Уитакър (изигран от Робърт Де Ниро) – 70-годишен вдовец, който става старши стажант в онлайн моден сайт, управляван от Джулс Остин (Хатауей). Тя се стреми да работи с Де Ниро и Майърс, съответно нейните любими актьор и режисьор. Отзивите за филма като цяло са положителни. Той печели 194 млн. долара по целия свят срещу 35 млн. бюджет.
Хатауей повтаря ролята на Бялата кралица в „Алиса в Огледалния свят“ – продължението от 2016 г. на „Алиса в Страната на чудесата“. Хатауей е един от няколкото актьори, включени в албума на Барбра Страйсънд от 2016 г. Encore: Movie Partners Sing Broadway. Заедно с Дейзи Ридли, Хатауей и Страйсънд изпълняват песента "At The Ballet" от A Chorus Line; тя изиграва ролята на Маги – една от триото танцьорки, които се надяват да бъдат избрани в предстоящо шоу. Последният ѝ филм през тази година е заедно с Джейсън Судейкис в научнофантастичната черна комедия на Начо Вигалондо „Гозила“ (2016). В ролята на безработна млада писателка, Хатауей е първата актриса, която се включва във време, когато проектът няма финансова подкрепа. Тя е привлечена от жанровия характер на сценария, като по-късно го сравнява с „Да бъдеш Джон Малкович“ (1999) – един от любимите ѝ филми. Филмът получава положителни отзиви от критиците, но печели само 4 млн. долара в боксофиса.
След двегодишно отсъствие от екрана Хатауей играе ролята на известна актриса в „Бандитките на Оушън“ на режисьора Гари Рос – изцяло женски спин-оф на франчайза Ocean's Eleven. С участието на Сандра Бълок и Кейт Бланшет, той проследява група престъпнички, които планират да ограбят Мет Гала. Критиците като цяло смятат Хатауей за най-изявената сред актьорския състав. Филмът е касов успех, като печели над 297 млн. долара по целия свят срещу 70 млн. бюджет.
Първите два филма на Хатауей от 2019 г. – трилърът „Фатално затишие“ и комедията „Мошенички от класа“ са лошо приети от критиците. В първия тя участва заедно с колегата си от „Интерстелар“ Матю Макконъхи като жена, която възлага на бившия си съпруг да убие новия ѝ насилник – роля, за която тя боядиса косата си руса. Последният филм е римейк на филма от 1988 г. „От мошеник нагоре“ с участието на Ребъл Уилсън, който се превръща в неочакван успех. След това Хатауей играе жена с биполярно разстройство в епизод от романтичната антологична поредица на Амазон Прайм Видео Modern Love. След това тя играе съпругата на героя на Марк Ръфало в правната драма на Тод Хайнс „Тъмни води“ за отравяне на околната среда, извършено от химическата компания Дюпон.
Хатауей започва новото десетилетие с политическия трилър „Последното нещо, което искаше“ (2020), базиран на едноименната книга на Джоан Дидион. Играе ролята на своенравна журналистка. Получава отрицателни отзиви от критиците. След това участва във „Вещиците“ на режисьора Робърт Земекис – адаптация на едноименния роман на Роалд Дал, в който тя играе зла вещица. Филмът получава смесени отзиви от критиците, които го смятат за по-лош от адаптацията от 1990 г. Изпълненията на Хатауей и в двата филма ѝ носят номинации за най-лоша актриса на 41-те награди „Златна малинка“. През 2021 г. тя участва екшън романтичната комедия „Локдаун“, режисиран от Дъг Лайман, чиято премиера е по HBO Макс. Действието се развива по време на пандемията от COVID-19 и тя си партнира с Чуетел Еджиофор. Филмът е заснет в продължение на 18 дни с ограничени ресурси. След това тя поема роля в един епизод от антологичния сериал на Амазон Прайм Видео Solos.

### 2022 – 2024 г.: Одобрение на критиката
Хатауей играе заедно с Джаред Лето в минисериала на Apple TV+ WeCrashed, за компанията WeWork; тя е и изпълнителен продуцент на сериала. Получава положителни отзиви, с особени похвали за ролята си от Ребека Нойман. Актрисата участва в полуавтобиографичната драма на Джеймс Грей „Армагедоново време“, представяйки героиня, вдъхновена от майката на Грей. Мненията на критиците са положителни.
В двата си филма от 2023 г. – „Айлин“ и „Тя дойде при мен“, Хатауей играе емоционално разстроени психиатърки. „Айлин“, базиран на едноименния трилър на Отеса Мошфег, е с участието на Томасин Макензи в главната роля и с премиера на Кинофестивала „Сънданс“ през 2023 г. Хатауей описа проекта като „„Керъл“ среща Глутница кучета““. През същата година на Берлинския международен кинофестивал е пусната романтичната комедия на Ребека Милър „Тя дойде при мен“.
Хатауей ще си партнира с Джесика Частейн за психологическия трилър „Майчински инстинкт“ – римейк на едноименния белгийски филм от 2018 г. Тя също така ще има главна роля в романтичната комедия The Idea of You, базирана на едноименния роман на Робин Лий, и ще играе заедно с Микаела Коел в Mother Mary на Дейвид Лоури.

## Личен живот
През 2004 г. Хатауей започва романтична връзка с италианския разработчик на недвижими имоти Рафаело Фолиери. Базираната в Манхатън фондация на Фолиери се фокусира върху усилия като осигуряване на ваксинации за деца в бедните страни. През юни 2008 г. той е арестуван по обвинения в измама на инвеститори за милиони долари в схема, в която се представя за агент на недвижими имоти на Ватикана. Съобщено е, че ФБР конфискува личните дневници на Хатауей от апартамента на Фолиери в Ню Йорк като част от текущото разследване на дейността на Фолиери. Хатауей не е обвинена в престъпление. През октомври 2008 г. Фолиери е осъден на четири години и половина затвор.
В началото на 2007 г. Хатауей говори за преживяванията си с депресия по време на тийнейджърските си години, като казва, че в крайна сметка е преодоляла разстройството без лекарства. През 2008 г. тя започва да пуши след стресиращо лято и края на връзката ѝ с Фолиери. Тя смята, че отказването от тотюнопушенето е причина за последвалия спад в нивото на стреса ѝ и се връща към вегетарианството. Хатауей става веган в началото на 2012 г., но се отказва през 2014 г.
Скоро след скъсването с Фолиери Ан започва да се среща с актьора и дизайнер на бижутерни украшения Адам Шулман. През 2011 г. двамата обявяват годежа си. Хатауей се омъжва за него на 29 септември 2012 г. в Биг Сър, Калифорния, на традиционна еврейска церемония. Първият им син Джонатан Роузбанкс се ражда на 24 март 2016 г. През същата година Хатауей купува апартамент на стойност 2,55 млн. долара в Горен Уест Сайд на Манхатън, където тя живее с Шулман и техния син. Хатауей и Шулман продадоха сватбената си снимка и даряват печалбите на групата за защита на еднополовите бракове Freedom to Marry. Те също са домакини на Националното годежно парти на групата – събитие, което събира 500 000 долара. През юли 2019 г. Хатауей обявява, че очакват второто си дете заедно, и разказва за борбите си със зачеването и безплодието. Вторият им син е роден през ноември 2019 г.

## Участия
| Година | Заглавие                                     | Оригинално заглавие                      | Роля                       | Режисьор                      | Жанр                  | Бележки |
| ------ | -------------------------------------------- | ---------------------------------------- | -------------------------- | ----------------------------- | --------------------- | --- |
| 2001   | Дневниците на принцесата                     | The Princess Diaries                     | Миа Термополис             | Гари Маршал                   | комедия, семеен       | |
| 2001   | Другата страна на Рая                        | The Other Side of Heaven                 | Джийн Сейбин               | Мич Дейвис                    | приключенски, драма   | |
| 2002   | Никълъс Никълби                              | Nicholas Nickleby                        | Маделин Брей               | Дъглас Макграт                | приключенски, драма   | |
| 2004   | Приказка за Ела                              | Ella Enchanted                           | Ела                        | Томи О'Хейвър                 | фентъзи               | |
| 2004   | Дневниците на принцесата 2: Кралски бъркотии | The Princess Diaries 2: Royal Engagement | Миа Термополис             | Гари Маршал                   | комедия, семеен       | |
| 2005   | Хавок                                        | Havoc                                    | Алисън Ланг                | Барбара Копъл                 | криминален, драма     | |
| 2005   | Планината Броукбек                           | Brokeback Mountain                       | Лорийн Нюсъм Туист         | Анг Лий                       | драма, романтичен     | |
| 2006   | Дяволът носи Прада                           | The Devil Wears Prada                    | Андреа Сакс                | Дейвид Франкъл                | комедия, драма        | |
| 2007   | Да бъдеш Джейн Остин                         | Becoming Jane                            | Джейн Остин                | Джулиан Джаролд               | биографичен, драма    | |
| 2007   |                                              | A Place in Time                          | себе си                    | Анджелина Джоли               | документален          | |
| 2008   | Умирай умно                                  | Get Smart                                | Агент 99                   | Питър Сегал                   | екшън                 | |
| 2008   | Пасажери                                     | Passengers                               | Клеър Съмърс               | Родриго Гарсия                | мистерия, романтичен  | |
| 2008   | Рейчъл се омъжва                             | Rachel Getting Married                   | Ким Бъкман                 | Джонатан Деми                 | романтичен            | - номинация – Оскар за най-добра женска роля. - номинация – Златен глобус за най-добра актриса в драматичен филм. - номинация – Сателит за най-добра актриса в драматичен филм.                                                                                         |
| 2009   | Булчински войни                              | Bride Wars                               | Ема Алън                   | Гари Уиник                    | романтичен, комедия   | |
| 2010   | Денят на влюбените                           | Valentine's Day                          | Лиз                        | Гари Маршал                   | комедия, романтичен   | |
| 2010   | Алиса в страната на чудесата                 | Alice in Wonderland                      | Бялата кралица             | Тим Бъртън                    | фентъзи               | |
| 2010   | Любовта е опиат                              | Love and Other Drugs                     | Маги Мърдок                | Едуард Зуик                   | комедия, романтичен   | - Сателит за най-добра актриса в мюзикъл или комедия. - номинация – Златен глобус за най-добра актриса в мюзикъл или комедия. |
| 2011   | Винаги в същия ден                           | One Day                                  | Ема Морли                  | Лоун Шерфиг                   | драма, романтичен     | |
| 2012   | Черният рицар: Възраждане                    | The Dark Knight Rises                    | Селина Кайл / Жената-котка | Кристофър Нолан               | екшън                 | - Сатурн за най-добра актриса в поддържаща роля. - номинация – Емпайър за най-добра актриса. |
| 2012   | Клетниците                                   | Les Misérables                           | Фантин                     | Том Хупър                     | музикален, драма      | - Оскар за най-добра поддържаща женска роля. - Награда на BAFTA за най-добра актриса в поддържаща роля. - Златен глобус за най-добра поддържаща актриса. - Сателит за най-добра актриса в поддържаща роля. - номинация – Сатурн за най-добра актриса в поддържаща роля. |
| 2013   | Дон Джон                                     | Don Jon                                  | холивудска актриса N.1     | Джоузеф Гордън-Люит           | комедия, драма        | |
| 2014   | Първа песен                                  | Song One                                 | Франи                      | Кейт Баркър-Фройланд          | музикален, романтичен | и продуцент |
| 2014   |                                              | Don Peyote                               | Агент Дрийм                | Майкъл Канцониеро, Дан Фоглър | комедия               | |
| 2014   | Интерстелар                                  | Interstellar                             | Амелия                     | Кристофър Нолан               | научна фантастика     | - номинация – Сатурн за най-добра актриса. |
| 2015   | Обратно в играта                             | The Intern                               | Джулс Остин                | Нанси Майърс                  | комедия, драма        | |
| 2016   |                                              | The Modern Ocean                         |                            | Шейн Керът                    | приключенски, екшън   | |
| 2016   | Алиса в Огледалния свят                      | Alice Through the Looking Glass          | Бялата кралица             | Тим Бъртън                    | фентъзи               | |
| 2016   | Гозилаː Colossal                             | Colossal                                 | Глория                     | Нанчо Вигалондо               | екшън, фантастика     | и изпълнителен продуцент |
| 2018   | Бандитките на Оушън                          | Ocean's Eight                            | Дафни Клугер               | Гари Рос                      | екшън                 | |
| 2019   | Фатално затишие                              | Serenity                                 | Карън Зариакис             | Стивън Найт                   | драма, мистерия       | |
| 2019   | Мошенички от класа                           | The Hustle                               | Джоузефин Честърфилд       | Крис Адисън                   | комедия               | |
| 2019   | Тъмни води                                   | Dark Waters                              | Сара Барладж Байот         | Тод Хейнс                     | биографичен, драма    | |
| 2020   | Последното нещо, което искаше                | The Last Thing He Wanted                 | Елена Макмейън             | Дий Рийс                      | криминален, драма     | |
| 2020   | Вещиците                                     | The Witches                              | Великата висша вещица      | Робърт Земекис                | фентъзи, семеен       | |
| 2021   | Френските деца не изхвърлят храна            | French Children Don't Throw Food         | американска журналистка    |                               | комедия               | |
| 2021   | Локдаун                                      | Locked Down                              | Линда                      | Дъг Лаймън                    | комедия, романтичен   | |
| 2022   | Часът на Армагедон                           | Armaggedon Time                          | Истър Граф                 | Джеймс Грей                   | драма                 | |
| 2023   | Айлин                                        | Eileen                                   | Ребека                     | Уилям Олдройд                 | драма, мистерия       | |
| 2023   |                                              | She Came to Me                           | Патриша Десъп-Лодъм        | Ребека Милър                  | комедия, драма        | и продуцент |
| 2024   |                                              | Mother's Instinct                        | Селин                      | Беноа Делом                   | драма                 | и продуцент |
| 2024   | Представата за теб                           | The Idea of You                          | Софи                       | Майкъл Шоууолтър              | драма                 | и продуцент |
|        |                                              | The Lifeboat                             | Грейс Уинтър               |                               | криминален, драма     | и продуцент |
|        |                                              | Mother Mary                              |                            | Дейвид Лауъри                 | драма, музикален      | |
|        |                                              | Sesame Street                            | Сали Хоторн                | Джонатан Крайсъл              | комедия, музикален    | |
|        |                                              | Flowervale Street                        |                            | Дейвид Робърт Митчъл          | приключенски          | |
|        |                                              | Bum's Rush                               | Пърл                       | Аарон Шнайдер                 | комедия               | |

| Година      | Оригинално заглавие    | Роля          | Режисьор                                     | Жанр           | Бел.                         |
| ----------- | ---------------------- | ------------- | -------------------------------------------- | -------------- | ---------------------------- |
| 1999 – 2000 | Get Real               | Меган Грийн   |                                              | комедия, драма | 22 епизода                   |
| 2015        | HitRECord on TV        | Вивика Вирус  |                                              | екшън          | сезон 2, еп. 2               |
| 2019        | Modern Love            | Лекси         | Том Хол, Джон Карни, Ейми Росъм, Шарън Хоган | романтичен     | сезон 1, еп. 3 и 8           |
| 2021        | Solos                  | Леа           | Дейвид Уейл                                  | драма, фентъзи | минисериал; сезон 1, еп. 1   |
| 2022        | We Crashed             | Ребека Нойман |                                              | драма          | минисериал; и изп. продуцент |
| 2022        | StoryBots: Answer Time | Вивика Вирус  |                                              | анимация       | сезон 1, еп. 6               |

| година | оригинално заглавие                        | роля           | режисьор        | бел.                                                          |
| ------ | ------------------------------------------ | -------------- | --------------- | ------------------------------------------------------------- |
| 2002   | Supergirl                                  | Миа Термополис |                 | музикален видеоклип на Кристал Харис; некредитирана           |
| 2008   | Get Smart's Bruce and Lloyd Out of Control | Агент 99       |                 | видео; spin-off на филма Get Smart ; некредитирана            |
| 2009   | Rachel Getting Married: Deleted Scenes     | Ким            | Джонатан Деми   | изтрити сцени от филма „Рейчъл се омъжва“                     |
| 2014   | Just One of the Guys                       | мъж            | Джени Люис      | официалната музикална видео странице за песента на Джени Люис |
| 2022   | Bulgariː Unespected Wonders                | себе си        | Паоло Сорентино | реклама                                                       |

| Година      | Заглавие                      | Оригинално заглавие                | Роля                                    | Режисьор                             | Жанр               | Бел.                                                 |
| ----------- | ----------------------------- | ---------------------------------- | --------------------------------------- | ------------------------------------ | ------------------ | ---------------------------------------------------- |
| 2002        | Завръщането на котката        | Neko no ongaeshi (The Cat Returns) | Хару                                    | Хороюки Морита                       | анимация           |                                                      |
| 2003        |                               | The Princess Diary                 | разказвач                               |                                      | видео              | аудиокнига                                           |
| 2005        | Истината за Червената шапчица | Hoodwinked                         | Ред                                     | Кори Едуардс, Тод Едуардс, Тони Лийч | анимация           |                                                      |
| 2009 – 2012 | Семейство Симспън             | The Simpsons                       | Джени; Принцеса Пенелопи                |                                      | анимационен ситком | сезон 20, еп. 17; сезон 21, еп. 10 и сезон 24, еп. 1 |
| 2010 – 2011 | Семейният тип                 | Family Guy                         | Ан Хатауей, Секси блондинка, Майка Маги |                                      | анимация           | сезон 8, еп. 13 и 16                                 |
| 2011        | Рио                           | Rio                                | Джуъл                                   | Карлос Сандана                       | анимация           | пълнометражен                                        |
| 2013        | Момичешко издигане            | Girl Rising                        |                                         | Ричард Робинс                        | документален       | пълнометражен                                        |
| 2014        | Рио 2                         | Rio 2                              | Джуъл                                   | Карлос Сандата                       | анимация           | пълнометражен                                        |

| година      | заглавие                                                        | парчета | бел.                                                           |
| ----------- | --------------------------------------------------------------- | --- | -------------------------------------------------------------- |
| 2004        | Elle Enchanted (Приказка за Ела)                                | 'Somebody to Love', 'Don't Go Breaking My Love', 'You Make Me Feel Like Dancing (Remix)'                                                                                                  | игрален филм                                                   |
| 2005        | Hoodwinked (Истината за Червената шапцица)                      | 'Great Big World' | амимационен филм                                               |
| 2009        | The 81st Annual Academy Awards                                  | 'Hugh Jackman Opening Number' | Награди „Оскар“ (81-ва церемония)                              |
| 2010        | The Simpons (Семейство Симпсън)                                 | 'A Princess Knows', 'Glitter and Sparkle', 'Watered With Love', 'Moon River' | тв ситком ̈сезон 21, еп. 10)                                    |
| 2010        | American Idol                                                   | 'Real in Rio/ Hot Wings (I Wanna Party)' | тв сериал (сезон 9, еп. 27)                                    |
| 2011        | The 83rd Annual Academy Awards                                  | 'On My Own' | Награди „Оскар“ (83-та церемония)                              |
| 2011        | Rio (Рио)                                                       | 'Real in Rio/ Hot Wings (I Wanna Party)', 'Real in Rio (New Home)' | анимационен филм                                               |
| 2011        | The Kennedy Center Honors: A Celebration of the Performing Arts | 'She's Me Pal', 'She's Me Pal (Reprise Credits Version)' | тв шоу                                                         |
| 2008 - 2012 | Saturday Night Live                                             | 'One Day More', 'We're Off to See the Wizard', 'Oer the Rainbow', 'You Oughta Know (You Are a Horse)', 'Supercalifragilisticexpialidocious', 'A Spoonful of Sugar', 'What I Did for Love' | тв сериал (сезон 34, еп. 4, сезон 36, еп. 7 и сезон 38, еп. 7) |
| 2012        | Les Misérables                                                  | 'Do You Hear the People Sing?', 'At the End of the Day', 'I Dreamed a Dream', 'Lovely Ladies', 'Fantine's Arrest', 'Come to Me', 'Epilogue'                                               | игрален филм                                                   |
| 2013        | The Oscars                                                      | 'One Day More', 'I Dreamed a Dream' | тв шоу                                                         |
| 2013        | Everything Wrong with...                                        | 'The Docks (Lovely Ladies)', 'I Dreamed a Dream', 'Fantine's Arrest', 'Fantine's Death'                                                                                                   | тв сериал (сезон 1, еп. 18)                                    |
| 2014        | Rio 2 (Рио 2)                                                   | 'What is Love' (Cast), 'Don't Go Away' | анимационен филм                                               |
| 2014 – 2017 | The Tonight Show Starring Jimmy Fallon                          | 'Can't Feel My Face', 'Just Give Me a Reason', 'Gin and Juice', 'in Da Club', 'Bitch Don't Kill My Vibe'                                                                                  | тв сериал (сезон 1, еп. 47 и сезон 4, еп. 129                  |
| 2019        | Modern Love                                                     | 'Bipolar Girl' | тв сериал (сезон 1, еп. 3)                                     |
| 2020        | WatchMojo                                                       | 'I Dreamed a Dream' | тв сериал (сезон 14, еп. 71)                                   |
| 2020        | Lindsay Ellis' Essay Collection                                 | 'I Dreamed a Dream' | тв сериал (сезон 5, еп. 2)                                     |